# Тігре (округ, Аргентина)
Округ Тігре (ісп. Tigre) — адміністративно-територіальна одиниця 2-ого рівня у провінції Буенос-Айрес в центральній Аргентині. Адміністративний центр округу — Тігре (ісп. Tigre).
Населення округу становить 376381 особу (2010). Площа — 368 кв. км.

## Історія
Округ заснований у 1778 році.

## Населення
У 2010 році населення становило 376381 особу. З них чоловіків — 184774, жінок — 191607.

## Політика
Округ належить до 1-ого виборчого сектору провінції Буенос-Айрес.